# جاك روبرت
جاك روبرت (بالإنجليزية: Jacques Robert)  (و. 1890 – 1928 م) هو ممثل، ومخرج سينمائي، من سويسرا، ولد في سويسرا، توفي في فرنسا، عن عمر يناهز 38 عاماً.

## وصلات خارجية
- جاك روبرت على موقع IMDb (الإنجليزية)
- جاك روبرت على موقع أول موفي (الإنجليزية)
- جاك روبرت على موقع قاعدة بيانات الأفلام السويدية (السويدية)
- جاك روبرت على موقع قاعدة بيانات الفيلم (الإنجليزية)
- جاك روبرت على موقع كينوبويسك (الروسية)